# Caudalímetro magnético

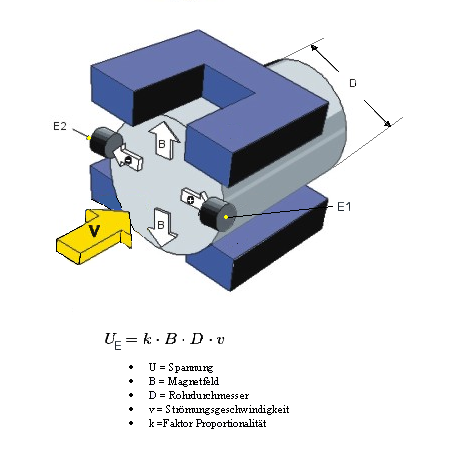
Caudalímetro magnético

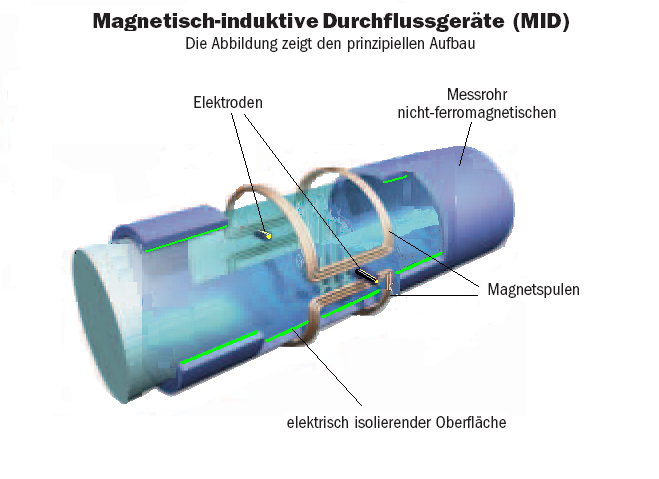
Caudalímetro electromagnético

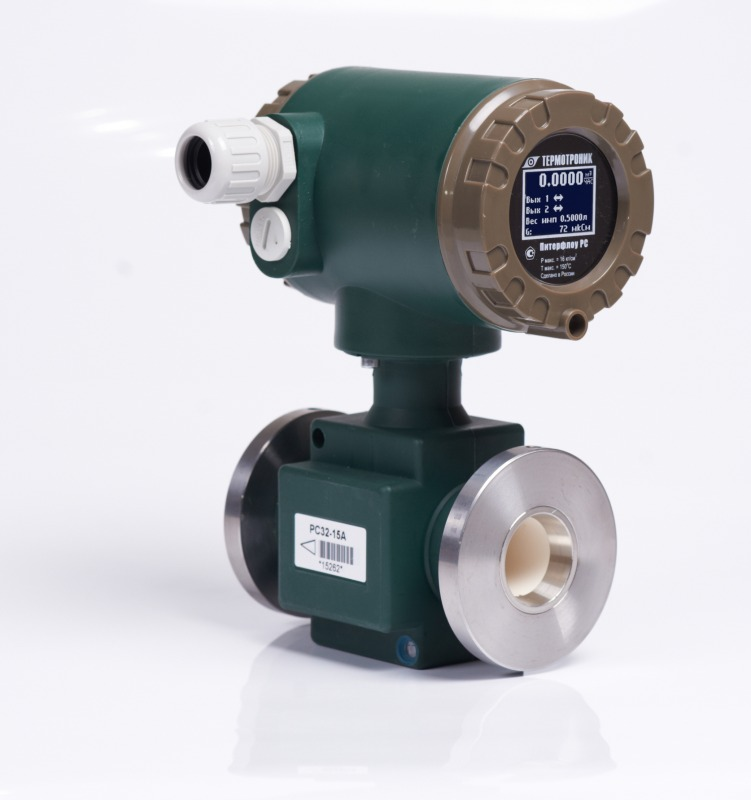
Caudalímetro electromagnético

Un caudalímetro magnético o medidor de flujo magnético (en inglés: mag meter, electromagnetic flow meter) es un transductor que mide el flujo de un fluido por la tensión inducida a través del líquido por su flujo a través de un campo magnético. Se aplica un campo magnético al tubo dosificador, lo que resulta en una diferencia de potencial proporcional a la velocidad del fluido perpendicular a las líneas de flujo.

## Descripción
El principio físico de funcionamiento es la inducción electromagnética. El medidor de caudal magnético requiere un fluido conductor, por ejemplo, el agua que contenga iones, y una superficie de tubería eléctrica aislante, por ejemplo, un tubo de acero revestido de goma.
Si la dirección del campo magnético fuera constante, un efecto electroquímico y otros efectos en los electrodos harían la diferencia de potencial difícil de distinguir de la diferencia de potencial inducida por el flujo del fluido. Para mitigarlo en los medidores de flujo magnéticos modernos, el campo magnético se invierte constantemente, cancelando la diferencia de potencial electroquímica, que no cambia de dirección con el campo magnético. Sin embargo, hay que evitar el uso de imanes permanentes para los medidores de caudal magnéticos.

## Experimento de Faraday en el Támesis
Faraday realizó en el puente de Waterloo en el río Támesis en 1832, un experimento que consistía en un galvanómetro conectado a dos cables de cobre que se extendían hacia los lados del puente y luego bajaban al agua con los extremos conectados a unas placas, para probar su hipótesis de que el flujo del agua del Támesis a través del campo magnético terrestre generaba una débil corriente eléctrica. Faraday intuyó que debía fluir una corriente eléctrica a través de las placas situadas en ángulo recto a la corriente del río. Desafortunadamente, cuando Kelvin quiso volver a reproducir el experimento, no pudo detectar corriente alguna. Aparte de que el cauce del río cortocircuitase buena parte de la señal, no se obtuvo ningún resultado concluyente, dado que la corriente generada en un campo tan débil y con un conductor de una calidad que se desconoce, sería difícil de medir incluso con los instrumentos más sofisticados de hoy en día. El principio empero, era cierto y fue demostrado posteriormente, por las pruebas a gran escala hechas con el cable telegráfico submarino que fueron capaces de detectar dicha corriente, y realmente, hoy en día se utiliza en los caudalímetros magnéticos y las correderas náuticas electrónicas . 